# Anaspis angustior
Anaspis angustior es una especie de coleóptero de la familia Scraptiidae.

## Distribución geográfica
Habita en Etiopía.